# Česká inspirace
Česká inspirace je sdružení 8 měst České republiky, které společně prezentují svoje unikátní historické památky a kulturu. Sdružení vzniklo 5. července 1995 na zámku v Telči. Sídlem sdružení je Hradec Králové, dříve Český Krumlov. Motto tohoto sdružení je: „Za kulturou nejen do Prahy“.
Původně bylo členem sdružení také město Český Krumlov, které bylo zároveň jedním ze zakladatelů.

## Členská města
- Cheb
- Třeboň
- Jindřichův Hradec
- Telč
- Kutná Hora
- Polička
- Litomyšl
- Hradec Králové